# Гален, Йохан ван
Йохан ван Гален или Ян ван Гален нидерл. Jan van Galen; 1604, Эссен — 23 марта 1653, Ливорно) — голландский флотоводец, коммодор Республики Соединённых Провинций Нидерландов.

## Биография
Участник сражений с Испанией во время Нидерландской революции (Восьмидесятилетней войны).
В 1630 году стал капитаном, через пять лет — полным капитаном (англ. Post-Captain) участвовал в морских боях с дюнкеркскими корсарами.
В 1645 году в чине контр-адмирала сражался под командованием адмирала Витте де Вита против Дании.
В 1650 году уволен со службы, но в связи с началом первой англо-голландской войны, уже 13 июля 1652 года был призван на службу и возглавил голландский флот в Средиземном море.
3 августа того же года отплыл из Голландии и 1 сентября привëл свои корабли в Ливорно.
Голландский флот из 16 кораблей под командованием Йохана ван Галена заблокировал в Ливорно английскую эскадру из 6 кораблей под командованием Генри Эплтона. Единственной надеждой англичан оставалось соединение с эскадрой Ричарда Бэдили из 8 кораблей, находившейся у острова Эльба. Однако Эплтон отплыл слишком рано, и столкнулся с голландским флотом до встречи с Бэдили. Два английских корабля были захвачены, три уничтожены, и лишь «Mary», шедший под парусами быстрее голландцев, сумел соединиться с Бэдили. Когда Бэдили столкнулся с голландцами, то в виду явного численного превосходства противника был вынужден ретироваться.
Во время битвы под Ливорно 14 марта 1653 года Йохан ван Гален получил смертельное ранение. Пушечное ядро попало ему в правую ногу ниже колена. В ходе сражения под палубой медики ампутировали ногу адмиралу и тот, несмотря на это, мужественно продолжал командовать боем.
Умер Йохан ван Гален в Ливорно через 10 дней.
Победа под Ливорно сделала голландцев хозяевами Средиземноморья, теперь английская торговля в Леванте полностью зависела от голландской милости.
В составе его флота служил молодой капитан Корнелиус Тромп, который командовал одним из кораблей голландского флота в сражении при Ливорно.
Й. Ван Гален был торжественно похоронен в мраморном гробу в Амстердаме в церкви Ньиве керк, месте захоронения многих выдающихся нидерландских личностей.
В честь Й. Ван Галена был назван ряд эскадренных миноносцев типа «Адмирален», в частности эсминец «Ван Гален» одноимённой серии.